# Дискография Лил Джона
Дискография американского рэпера Лил Джона состоит из пяти студийных альбомов и двадцати двух сингов. Лил Джон был главным вокалистом группы Lil Jon & the East Side Boyz с 1997 по 2004 год. С того момента как группа распалась, Лил Джон продолжает заниматься музыкальным бизнесом.
В 1997 году, Lil Jon & the East Side Boyz выпустили свой первый альбом Get Crunk, Who U Wit: Da Album. После выхода We Still Crunk!! в 2000, группа подписалась на TVT Records. После вышли альбомы Put Yo Hood Up в 2001 году, Kings of Crunk в 2002 году, Part II в 2003 году и Crunk Juice в 2004 году.
Два сингла в сотрудничестве с Ying Yang Twins Get Low и Salt Shaker вошли в Billboard Hot 100 в 2003 и 2004 годах соответственно. Lil Jon & the East Side Boyz распались после выхода Crunk Juice, но Джон продолжает свою карьеру музыканта. Джон начал работу над своим первым сольным альбомом Crunk Rock в 2006 году, и «Snap Yo Fingers», записанный с E-40 и Sean P стал первым синглом альбома. Из-за задержек многое было перенесено на 2010 год. В интервью в 2011 году Лил Джон рассказал о планах выпустить альбом Party Animal в 2015 году. В 2012 году вышли синглы «Drink» с участием LMFAO и «Summer En France» с участием Naadei, в 2013 году «Work» и в 2014 году «Turn Down for What» с DJ Snake и «Bend Ova» с участием Tyga.

## Альбомы

##### Студийные альбомы
| Название                                              | Дата выхода     | Лейбл                  | Формат             | Статус        |
| ----------------------------------------------------- | --------------- | ---------------------- | ------------------ | ------------- |
| Get Crunk, Who U Wit: Da Album (с The East Side Boyz) | 21 октября 1997 | Mirror Image/Ichiban   | CD, кассетный      |               |
| We Still Crunk! (с The East Side Boyz)                | 15 августа 2000 | BME Recordings         | CD, cassette       |               |
| Put Yo Hood Up (с The East Side Boyz)                 | 22 мая 2001     | TVT Records            | CD, cassette, LP   | Золотой       |
| Kings of Crunk (с The East Side Boyz)                 | 8 октября 2002  | TVT Records            | CD, music download | 2х платиновый |
| Crunk Juice (с The East Side Boyz)                    | 16 ноября 2004  | TVT/BME Recordings     | CD, music download | 2х платиновый |
| Crunk Rock                                            | 8 июня 2010     | BME/Universal Republic | CD, music download |               |

## Сборники
| Название        | Дата выхода   | Лейбл                | Формат |
| --------------- | ------------- | -------------------- | ------ |
| Certified Crunk | 4 ноября 2003 | Ichiban, Ryko (1037) | CD     |

## Синглы
| Название                                                                                  | Год  | Альбом                           |
| ----------------------------------------------------------------------------------------- | ---- | -------------------------------- |
| «Who You Wit» (с The East Side Boyz)                                                      | 1997 | Get Crunk, Who You Wit: Da Album |
| «Shawty Freak a Lil Sumtin» (с The East Side Boyz, совместно с Disco Rick)                | 1998 | Get Crunk, Who You Wit: Da Album |
| «I Like Dem Girlz» (с The East Side Boyz)                                                 | 2000 | We Still Crunk!!                 |
| «Bia Bia» (с The East Side Boyz, совместно с Ludacris, Too $hort, Big Kapp и Chyna Whyte) | 2001 | Put Yo Hood Up                   |
| «Put Yo Hood Up» (с The East Side Boyz)                                                   | 2001 | Put Yo Hood Up                   |
| «I Don't Give a Fuck» (с The East Side Boyz, совместно с Mystikal и Krayzie Bone)         | 2002 | Kings of Crunk                   |
| «Get Low» (с The East Side Boyz, совместно с Ying Yang Twins)                             | 2003 | Kings of Crunk                   |
| «What U Gon' Do» (с The East Side Boyz, совместно с Lil Scrappy)                          | 2004 | Crunk Juice                      |
| «Lovers & Friends» (с The East Side Boyz, совместно с Usher и Ludacris)                   | 2004 | Crunk Juice                      |
| «Get Crunk» (с The East Side Boyz, совместно с Bo Hagon)                                  | 2004 | Crunk Juice                      |
| «Real Nigga Roll Call» (с The East Side Boyz, совместно с Ice Cube)                       | 2004 | Crunk Juice                      |
| «Snap Yo Fingers» (совместно с E-40 и Sean P)                                             | 2006 |                                  |
| «Act a Fool» (совместно с Three 6 Mafia)                                                  | 2006 |                                  |
| «I Do» (совместно с Snoop Dogg и Swizz Beatz)                                             | 2009 |                                  |
| «Give It All U Got» (совместно с Kee)                                                     | 2009 |                                  |
| «Ms. Chocolate» (совместно с R. Kelly и Mario)                                            | 2010 | Crunk Rock                       |
| «Hey» (совместно с 3OH!3)                                                                 | 2010 | Crunk Rock                       |
| «Drink» (совместно с LMFAO)                                                               | 2012 |                                  |
| «Summer En France» (совместно с Naadei)                                                   | 2012 |                                  |
| «Work»                                                                                    | 2013 |                                  |
| «Turn Down for What» (с DJ Snake)                                                         | 2014 |                                  |
| «Bend Ova» (совместно с Tyga)                                                             | 2014 |                                  |
| «Alive» (совместно с Offset и 2 Chainz)                                                   | 2018 |                                  |